# NGC 1299
NGC 1299 (другие обозначения — MCG -1-9-28, KUG 0317-064, IRAS03176-0626, PGC 12466) — спиральная галактика (Sb) в созвездии Эридан. Открыта Уильямом Гершелем в 1785 году. Описание Дрейера: «очень тусклый, маленький, немного вытянутый объект, пёстрый, но детали неразличимы».
NGC 1299 имеет "хлопьевидные" рукава. Диск относится к III типу. Галактика мала и её диск наклонен от нас на угол, близкий к предельному для возможности наблюдения. Спектроскопия SDSS обнаруживает в галактике объект на расстоянии 0,2'' от центра галактики, вращающийся с аналогичной всей галактике скоростью. В довольно симметричном внешнем диске не наблюдается спиральной структуры, но заметна немного другая эллиптичность и угол наклона по сравнению с внутренней частью. Плечо в профиле около 15'' связано с внутренней областью, похожей на перемычку, с изменяющимся углом наклона.
Этот объект входит в число перечисленных в оригинальной редакции «Нового общего каталога».